# Shūji Takashina

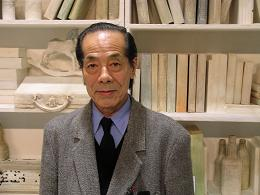
Shūji Takashina, 2004

Shūji Takashina (japanisch 高階 秀爾, Takashina Shūji; * 5. Februar 1932 in Tokio; † 17. Oktober 2024 ebenda) war ein japanischer Kunsthistoriker.

## Werdegang
Takashina studierte an der Universität Tokio und später Geschichte der modernen westlichen Kunst an der Universität von Paris. Von 1959 bis 1971 war er Kurator am Nationalmuseum für westliche Kunst (Kokuritsu Seiyō Bijutsukan). Bis 1991 war er Professor an der Universität Tokio, danach bis 2002 Direktor des Nationalmuseums für westliche Kunst. 2000 wurde er als Ritter der Ehrenlegion ausgezeichnet, 2002 erhielt er einen Preis der Japanischen Akademie der Künste, 2003 wurde er als Großoffizier des Verdienstordens der Italienischen Republik geehrt. 2005 wurde er als Person mit besonderen kulturellen Verdiensten geehrt, 2012 wurde er mit dem Kulturorden ausgezeichnet.

## Schriften
- Seikimatsu geijutsu (Kunst am Ende des Jahrhunderts)
- Nihon kindai bijutsushi-ron (Theorie der modernen japanischen Kunstgeschichte)
- Kindai kaigashi: Goya kara Mondorian made (Geschichte der modernen Malerei: Von Goya bis Mondrian)
- Seiokaiga no kindai (Westeuropäische Malerei der Neuzeit)
- Nihon-kaiga no kindai (Japanische Malerei der Neuzeit)